# Khối đa diện đều
Trong hình học, một khối đa diện đều là một khối đa diện có tất cả các mặt là các đa giác đều bằng nhau và các cạnh bằng nhau.
Đa diện đều được chia thành đa diện đều lồi và lõm.

## Đa diện đều lồi
Trong không gian ba chiều, chỉ có đúng 5 khối đa diện đều lồi (khối đa diện lồi có tất cả các mặt, các cạnh và các góc ở đỉnh bằng nhau), 3 trong số chúng có mặt là các tam giác đều (xem chứng minh trong bài). Chúng được giới thiệu trong các hình dưới đây:
| Năm khối đa diện đều | Năm khối đa diện đều | Năm khối đa diện đều | Năm khối đa diện đều  | Năm khối đa diện đều  |
| -------------------- | -------------------- | -------------------- | --------------------- | --------------------- |
| Tứ diện đều          | Khối lập phương      | Khối bát diện đều    | Khối mười hai mặt đều | Khối hai mươi mặt đều |
| (Xem hình quay)      | (Xem hình quay)      | (Xem hình quay)      | (Xem hình quay)       | (Xem hình quay)       |

Tên của chúng gọi theo số mặt của mỗi khối tương ứng là 4, 6, 8, 12, và 20. Các khối này đều có số mặt là chẵn

## Đa diện đều lõm
Còn được gọi là đa diện sao, vì chúng có những góc nhô ra như cánh của ngôi sao
| Tập tin:SmallStellatedDodecahedron.svg | Tập tin:GreatStellatedDodecahedron.svg | Tập tin:GreatDodecahedron.svg |                            |
| Small stellated dodecahedron {5/2, 5}  | Great stellated dodecahedron {5/2, 3}  | Great dodecahedron {5, 5/2}   | Great icosahedron {3, 5/2} |

## Các tính chất về số lượng
Một khối đa diện lồi là đều nếu và chỉ nếu thỏa mãn cả ba tính chất sau
1. Tất cả các mặt của nó là các đa giác đều, bằng nhau
2. Các mặt không cắt nhau ngoài các cạnh
3. Mỗi đỉnh là giao của một số mặt như nhau (cũng là giao của số cạnh như nhau).

Mỗi khối đa diện đều có thể xác định bới ký hiệu {p, q} trong đó
p = số các cạnh của mỗi mặt (hoặc số các đỉnh của mỗi mặt)
q = số các mặt gặp nhau ở một đỉnh (hoặc số các cạnh gặp nhau ở mỗi đỉnh).
Khí hiệu  {p, q}, được gọi là ký hiệu Schläfli, là đặc trưng về số lượng của khối đa diện đều. Ký hiệu Schläfli của năm khối đa diện đều được cho trong bảng sau.
| Khối đa diện đều      | Khối đa diện đều      | Số đỉnh | Số cạnh | Số mặt | Ký hiệu Schläfli | Vertex configuration |
| --------------------- | --------------------- | ------- | ------- | ------ | ---------------- | -------------------- |
| tứ diện đều           | Tứ diện đều           | 4       | 6       | 4      | {3, 3}           | 3.3.3                |
| khối lập phương       | Khối lập phương       | 8       | 12      | 6      | {4, 3}           | 4.4.4                |
| khối bát diện đều     | khối tám mặt đều      | 6       | 12      | 8      | {3, 4}           | 3.3.3.3              |
| khối mười hai mặt đều | khối mười hai mặt đều | 20      | 30      | 12     | {5, 3}           | 5.5.5                |
| khối hai mươi mặt đều | Icosahedron           | 12      | 30      | 20     | {3, 5}           | 3.3.3.3.3            |

Tất cả các thông tin số lượng khác của khối đa diện đều như số các đỉnh (V), số các cạnh (E), và số các mặt (F), có thể tính được từ p và q. Vì mỗi cạnh nối hai đỉnh, mỗi cạnh kề hai mặt nên chúng ta có:
{\displaystyle pF=2E=qV.\,}
Một quan hệ khác giữa các giá trị này cho bới công thức Euler:
{\displaystyle V-E+F=2.\,}
Còn có ba hệ thức khác với V, E, and F là:
{\displaystyle V={\frac {4p}{4-(p-2)(q-2)}},\quad E={\frac {2pq}{4-(p-2)(q-2)}},\quad F={\frac {4q}{4-(p-2)(q-2)}}.}

## Các kết quả cổ điển
Một kết quả cổ điển là chỉ có đúng năm khối đa diện đều lồi.

### Chứng minh bằng hình học
Các mệnh đề hình học sau được biết từ Euclid trong tác phẩm Elements:
1. Mỗi đỉnh của khối đa diện phải là giao của ít nhất ba mặt.
2. Tại mỗi đỉnh của khối đa diện, tổng các góc của các mặt phải nhỏ hơn 360°.
3. Các góc tại tất cả các đỉnh của khối đa diện đều là bằng nhau do đó mỗi góc phải nhỏ hơn 360°/3=120°.
4. Các đa giác đều có từ sáu cạnh trở lên có góc là 120° trở lên nên không thể là mặt của khối đa diện đều, do đó mối mặt của khối đa diện đều chỉ có thể là các tam giác đều, hình vuông hoặc ngũ giác đều. Cụ thể:
  1. Các mặt là tam giác đều: góc ở mỗi đỉnh của tam giác đều là 60°, do đó tại mỗi đỉnh chỉ có 3, 4, hoặc 5 góc của tam giác; tương ứng ta có các tứ diện đều, khối tám mặt đều và khối hai mươi mặt đều.
  2. Các mặt là hình vuông: góc ở đỉnh hình vuông là 90°, do đó chỉ có thể có ba mặt tại mỗi đỉnh ta có khối lập phương.
  3. Các mặt là ngũ giác đều: mỗi góc ở đỉnh là  108°; do đó chỉ có thể có đúng ba mặt tại một đỉnh, khi đo ta có khối mười hai mặt đều.

### Chứng minh bằngtopo
Một chứng minh khá đơn giản bằng topo dựa vào các thông tin về khối đa diện. Chìa khóa của chứng minh là công thức Euler {\displaystyle V-E+F=2}, và các quan hệ {\displaystyle pF=2E=qV}. Từ các đẳng thức này
{\displaystyle {\frac {2E}{q}}-E+{\frac {2E}{p}}=2.}
Một biến đổi đại số đơn giản cho ta
{\displaystyle {1 \over q}+{1 \over p}={1 \over 2}+{1 \over E}.}
Vì {\displaystyle E} là số dương ta phải có
{\displaystyle {\frac {1}{q}}+{\frac {1}{p}}>{\frac {1}{2}}.}
Dựa vào việc cả p và q ít nhất là 3, dễ dàng có năm cặp có thể của {p, q}:
{\displaystyle \{3,3\}\quad \{4,3\}\quad \{3,4\}\quad \{5,3\}\quad \{3,5\}}

## Khối đa diện đều trong trò chơi may rủi
Các khối đa diện đều thường được dùng là quân xúc xắc dùng trong các trò chơi may rủi. Con xúc xắc sáu mặt (khối lập phương) thường được dùng hơn cả, tuy nhiên cũng có thể dùng các khối 4, 8, 12, 20 mặt như trong hình dưới đây.

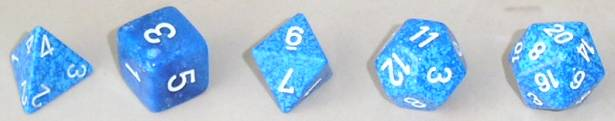
Các quân xúc xắc đa diện đều trong trò chơi may rủi